# 236616 Gray
236616 Gray è un asteroide della fascia principale. Scoperto nel 2006, presenta un'orbita caratterizzata da un semiasse maggiore pari a 2,6428987 UA e da un'eccentricità di 0,0459470, inclinata di 1,96530° rispetto all'eclittica.
L'asteroide è dedicato all'astronomo David Frank Gray.